# Dothistroma septosporum
Dothistroma septosporum (Dorogin) M. Morelet – gatunek grzybów z rodziny Mycosphaerellaceae. Jest organizmem kwarantannowym.

## Systematyka i nazewnictwo
Pozycja w klasyfikacji według Index Fungorum: Dothistroma, Mycosphaerellaceae, Capnodiales, Dothideomycetidae, Dothideomycetes, Pezizomycotina, Ascomycota, Fungi.
Takson ten opisał Georgiy Nikolaevich Dorogin w 1911 r. nadając mu nazwę Cytosporina septospora. Obecną, uznaną przez Index Fungorum nazwę nadał mu M. Morelet w 1968 r. 
Synonimy nazwy naukowej:

- Actinothyrium marginatum Sacc. 1920
- Cytosporina septospora Dorogin 1911
- Dothistroma pini var. keniense M.H. Ivory 1967
- Dothistroma pini var. lineare Thyr & C.G. Shaw 1964
- Dothistroma septosporum var. keniense (M.H. Ivory) B. Sutton 1980
- Dothistroma septosporum var. lineare (Thyr & C.G. Shaw) B. Sutton 1980
- Eruptio pini (Rostr. ex Munk) M.E. Barr 1996
- Mycosphaerella pini (A. Funk & A.K. Parker) Arx 1983
- Mycosphaerella pini Rostr. ex Munk 1957
- Scirrhia pini A. Funk & A.K. Parker 1966
- Scirrhia pini var. galliensis M. Morelet 1968
- Septoria septospora (Dorogin) Arx 1983
- Septoriella septospora (Dorogin) Sacc. 1931

## Charakterystyka
Endobiont, grzyb mikroskopijny, pasożyt i saprotrof będący sprawcą czerwonej plamistości igieł niektórych drzew iglastych. Atakuje głównie gatunki z rodzaju sosna (Pinus), ale notowany był w Polsce także na świerku pospolitym (Picea abies). 
Pasożytem jest anamorfa występująca w rozproszeniu na nekrotycznych czerwonych paskach na igłach i w obumarłej ich tkance. Czarna, podkładka zbudowana jest z grubościennych komórek pseudoparenchymatycznych o wymiarach 300–650 × 150–300 μm. Konidiomy zróżnicowane, typu pyknidium lub acerwulus. Powstają pod epidermą, która podczas dojrzewania zarodników pęka jedną eliptyczną, podłużną lub środkową szparą równolegle do długiej osi igły. Konidia wydostają się w postaci białawej, mazistej masy. Mają kształt od wrzecionowatego do krótko maczugowatego, są szkliste, cienkościenne, o zaokrąglonych końcach i ściętej podstawie. Mają 1–5 przegród, najczęściej 2–3 i wymiary 12–28–48 × 2–3 μm.  
Teleomorfa jest saprotrofem. Pojawia się na opadłych igłach, rzadko. Występuje w rozproszeniu  na martwych tkankach igieł, zazwyczaj tworząc skupiska w obrębie czerwonych pasków. Askostroma rozwija się pod epidermą, w stanie dojrzałym przebija się przez epidermę, rozrywając ją w sposób nieregularny, tworząc jedną lub dwie podłużne szpary. Czarne pseudotecjum ma wymiary 400–1000 × 300–400 μm i zbudowane jest z grubościennych komórek pseudoparenchymatycznych. Zawiera jedną lub kilka komór. Ma kształt od owalnego do gruszkowatego, wymiary 70–110 × 70–90 μm i ostiolę z peryfizami. Worki o kształcie od workowatego do cylindrycznego, dwuścienne, 8 zarodnikowe, szkliste z zaokrąglonym szczytem, 35–55 × 6–9 μm. Askospory eliptyczne, 1-komórkowe, szkliste, z 4 gutulami, 10–15 × 3–4 μm. Spermacja pałeczkowate, szkliste,  1,5–2,5 × 0,5–1 μm.